# Alstroemeria amabilis
Alstroemeria amabilis é uma espécie fanerógama, herbácea, perene e rizomatosa pertencente à família das alstroemeriáceas. É endêmica do Brasil, especialmente descrita no sul do país, inlcuendo os estados de Paraná e Santa Catarina. É um geófito tuberoso e cresce principalmente no bioma subtropical.

## Morfologia
A espécie possui rizomas simpodiais como estrutura de raiz e folhas alternas, coriáceas ou cartáceas, com formatos variados, como lanceoladas, elípticas ou oblongas, apresentando características específicas nos ramos vegetativos e reprodutivos. Suas inflorescências podem ser cimeiras umbeliformes simples ou compostas, sempre acompanhadas por brácteas. As flores trímeras, campanuladas e zigomorfas, exibem coloração avermelhada ou laranja, frequentemente com máculas ou listras nas tépalas internas, enquanto as externas são lisas. Os frutos são cápsulas loculicidas, contendo sementes esféricas e papilosas.